# Paolo Tiralongo
Paolo Tiralongo (Avola, 8 de julio de 1977) es un ciclista italiano. Pasó a profesionales en el año 2000 y desde 2010 hasta 2017, año de su retirada, corrió para el equipo kazajo Astana Pro Team.
En 2009, después de una larga carrera de gregario, corrió la Vuelta a España como jefe de filas concluyendo octavo de la general permaneciendo siempre con los mejores hombres en las etapas de montaña.

## Palmarés
1999
- Tríptico de las Ardenas

2011
- 1 etapa del Giro de Italia

2012
- 1 etapa del Giro de Italia

2015
- 1 etapa del Giro del Trentino
- 1 etapa del Giro de Italia

## Resultados en Grandes Vueltas
| Carrera | Carrera         | 2000 | 2001 | 2002 | 2003 | 2004 | 2005 | 2006 | 2007 | 2008 | 2009 | 2010 | 2011 | 2012 | 2013 | 2014 | 2015 | 2016 | 2017 |
| ------- | --------------- | ---- | ---- | ---- | ---- | ---- | ---- | ---- | ---- | ---- | ---- | ---- | ---- | ---- | ---- | ---- | ---- | ---- | ---- |
|         | Giro de Italia  | —    | —    | —    | Ab.  | —    | 32.º | 15.º | 26.º | —    | 38.º | Ab.  | 18.º | 23.º | 99.º | 45.º | 19.º | —    | 83.º |
|         | Tour de Francia | —    | —    | —    | —    | —    | —    | 69.º | —    | 47.º | —    | 54.º | Ab.  | —    | —    | —    | —    | 74.º | —    |
|         | Vuelta a España | 96.º | —    | 43.º | —    | —    | —    | —    | Ab.  | 27.º | 8.º  | —    | —    | 38.º | 51.º | 33.º | Ab.  | —    | —    |

—: no participa

Ab.: abandono

## Equipos
- Fassa Bortolo (2000-2002)
- Ceramiche Panaria (2003-2005)
  - Panaria-Fiordo (2003)
  - Ceramica Panaria-Margres (2004)
  - Ceramica Panaria - Navigare (2005)
- Lampre (2006-2009)
  - Lampre (2006)
  - Lampre-Fondital (2007)
  - Lampre (2008)
  - Lampre-NGC (2009)
- Astana (2010-2017)
  - Astana (2010)
  - Pro Team Astana (2011)
  - Astana Pro Team (2012-2017)